# Хронологија СФРЈ и СКЈ мај 1974.
Хронолошки преглед важнијих догађаја везаних за друштвено-политичка дешавања у Социјалистичкој Федеративној Републици Југославији (СФРЈ) и деловање Савез комуниста Југославије (СКЈ), као и општа политичка, друштвена, спортска и културна дешавања која су се догодила у току маја месеца 1974. године.
| ← април | ← април | ← април | ← април | ← април | ← април | ← април | ← април | Хронологија СФРЈ и СКЈ током 1974. | Хронологија СФРЈ и СКЈ током 1974. | Хронологија СФРЈ и СКЈ током 1974. | Хронологија СФРЈ и СКЈ током 1974. | Хронологија СФРЈ и СКЈ током 1974. | Хронологија СФРЈ и СКЈ током 1974. | Хронологија СФРЈ и СКЈ током 1974. | Хронологија СФРЈ и СКЈ током 1974. | Хронологија СФРЈ и СКЈ током 1974. | Хронологија СФРЈ и СКЈ током 1974. | Хронологија СФРЈ и СКЈ током 1974. | Хронологија СФРЈ и СКЈ током 1974. | Хронологија СФРЈ и СКЈ током 1974. | Хронологија СФРЈ и СКЈ током 1974. | Хронологија СФРЈ и СКЈ током 1974. | јун → | јун → | јун → | јун → | јун → | јун → | јун → | јун → |
| 1       | 2       | 3       | 4       | 5       | 6       | 7       | 8       | 9                                  | 10                                 | 11                                 | 12                                 | 13                                 | 14                                 | 15                                 | 16                                 | 17                                 | 18                                 | 19                                 | 20                                 | 21                                 | 22                                 | 23                                 | 24    | 25    | 26    | 27    | 28    | 29    | 30    | 31    |

## Догађаји

### 5. мај
- У посети СФР Југославији, од 5. до 8. маја, боравио министар иностраних послова Финске Ахри Карјалаинен. Током боравка у разговору са потпредседником Савезног извршног већа и савезним секретаром за иностране послове Милошем Минићем разменио је мишљења о актуелним проблемима мађународних и билатералних односа, а посебно о припремању Конференција за европску безбедност и сарадњу (КЕБС),[а] као и о даљим корацима за успостављање праведнијих међународних економских односа.[1]

### 6. мај
- У Београду, на заједничкој седници свих већа Скупштине СР Србије изабрано прво Председништво СР Србије од 11 чланова. Поред њих чланови Председништва су по функцији били — председник Скупштине СР Србије Живан Васиљевић и председник ЦК СК Србије Тихомир Влашкалић, као и председници Председништва САП Војводине и САП Косова. На првој седници Председништва за председника је изабран Драгослав Марковић. На истој седници Скупштина је изабрала и осмо Извршно веће Скупштине на чијем је челу био Душан Чкребић.[1]
- У Титограду, на заједничкој седници свих већа Скупштине СР Црне Горе изабрано прво Председништво СР Црне Горе од 7 чланова. Поред њих чланови Председништва су по функцији били — председник Скупштине СР Црне Горе Будислав Шошкић и председник ЦК СК Црне Горе Војислав Срзентић. На првој седници Председништва за председника је изабран Вељко Милатовић. На истој седници Скупштина је изабрала и девето Извршно веће Скупштине на чијем је челу био Марко Орландић.[1][2]

### 8. мај
- У Скопљу, на заједничкој седници свих већа Собрања СР Македоније изабрано прво Председништво СР Македоније од 8 чланова. Поред њих члан Председништва по функцији био је председник ЦК СК Македоније Ангел Чемерски. На првој седници Председништва за председника је изабран Видоје Смилевски. На истој седници Собрање је изабрало и десето Извршно веће Собрања на чијем је челу био Благоје Попов.[3]
- У Загребу, на заједничкој седници свих већа Сабора СР Хрватске изабрано прво Председништво СР Хрватске од 8 чланова. Поред њих члан Председништва по функцији био је председник ЦК СК Хрватске Милка Планинц. На првој седници Председништва за председника је изабран Јаков Блажевић. На истој седници Сабор је изабрао и седмо Извршно веће Сабора на чијем је челу био Драгутин Харамија.[1]

### 9. мај
- У Љубљани, на заједничкој седници свих већа Скупштине СР Словеније изабрано прво Председништво СР Словеније од 7 чланова. Поред њих чланови Председништва су по функцији били — председник Централног комитета СК Словеније и председник Републичке конференције ССРН Словеније. На првој седници Председништва за председника је изабран Сергеј Крајгер. На истој седници Скупштина је изабрала и седмо Извршно веће Скупштине на чијем је челу био Андреј Маринц.[1]

### 15. мај
- Председник Републике Јосип Броз Тито допутовао у Београд из Љубљане, где је од 30. априла боравио у резиденцији Брдо код Крања.[4][5]
- У Београду у Палати федерације, поводом Дана безбедности и тридесете годишњице формирања Службе државне безбедности, председник Републике Јосип Броз Тито организовао свечани пријем коме су присуствовали државни и партијски функционери, међу којима су били — Киро Глигоров, Едвард Кардељ, Митја Рибичич, Милош Минић, Јаков Блажевић, Владимир Бакарић, Стане Доланц, Драгослав Марковић, Никола Љубичић, Махмут Бакали, Милка Планинц, Видоје Жарковић, Ангел Чемерски, Бранко Микулић, Тихомир Влашкалић, Славко Зечевић и др.[6][7]

### 16. мај
- У Београду одржана заједничка седница већа Скупштине СФРЈ на којој је Јосип Броз Тито изабран за председника Републике без ограничења трајања мандата.[8] На истој седници потврђен је избор новог Председништва СФРЈ које је имало осам чланова (по један из сваке републике и покрајине) — Цвијетин Мијатовић, Лазар Колишевски, Едвард Кардељ, Петар Стамболић, Владимир Бакарић, Видоје Жарковић, Стеван Дороњски и Фадиљ Хоџа.[9]  Потом је одржана прва севачана седница Председништва, којој су поред чланова присуствовали Џемал Биједић, председник Савезног извршног већа и Митја Рибичич, потпредседник бившег сазива Председништва. На овој седници за потпредседника Председништва именован је Петар Стамболић, делегат из СР Србије.[6][1][10] Истог дана у Белом двору је одржан свечани ручак за чланове досадашњег и новоизабраног Председништва.[11]

### 17. мај
- Скупштина СФРЈ изабрала ново Савезно извршно веће на чијем се челу налазио Џемал Биједић (други мандат). За савезне секретаре су именовани — Милош Минић (инострани послови), Никола Љубичић (народна одбрана), Фрањо Херљевић (унатрешњи послови), Имер Пуља (трговина), Момчило Демовић (финансије), Емил Лудвигер (спољна трговина) и Иван Франко (правосуђе и организација савезне управе).[9]

### 19. мај
- У Бачкој Паланци организован свечани скуп током кога је председник Републике Јосип Броз Тито отворио мост „25. мај” који је преко Дунава спојио Бачку Паланку и Илок.[12][13]

### 25. мај
- У Београду свечаном приредбом на стадиону „ЈНА“ прослављен Дан младости и 82 рођендан Јосипа Броза Тита. Штафета младости ове године је пошла из Титовог Велеса, а први носилац је био Лазар Сикаровски, металуршки радник Топионице цинка и олова. Након више хиљада носилаца и пређених преко 13.000 километара, Штафету је Титу предао Војко Махнич, радник-алатничар из Изоле.[14][12][15]